# Куросио (посёлок)
Куросио (яп. 黒潮町 Куросио-тё:) — посёлок в Японии, находящийся в уезде Хата префектуры Коти. Площадь посёлка составляет 188,47 км², население — 11 333 человека (1 августа 2014), плотность населения — 60,13 чел./км².

## Географическое положение
Посёлок расположен на острове Сикоку в префектуре Коти региона Сикоку. С ним граничат город Симанто и посёлок Симанто.

## Население
Население посёлка составляет 11 333 человека (1 августа 2014), а плотность — 60,13 чел./км². Изменение численности населения с 1980 по 2005 годы:
| 1980 | 16 116 чел. |  |
| 1985 | 16 009 чел. |  |
| 1990 | 15 395 чел. |  |
| 1995 | 15 024 чел. |  |
| 2000 | 14 208 чел. |  |
| 2005 | 13 437 чел. |  |

## Символика
Деревом посёлка считается Pinus thunbergii, цветком — лилия, птицей — морской зуёк.